# We Made You
We Made You er første officielle single og anden single fra den amerikanske rapper Eminems sjette studiealbum, Relapse. Den blev udgivet den 7. april 2009. Sangen er produceret af Dr. Dre, sammen med Doc-Ish og Eminem selv, og de har samplet sangen Hot Summer Nights af Walter Egan.

## Trackliste
| 1. | "We Made You"              | M. Mathers, A. Young, M. Batson, D. Parker, T. Lawrence, W. Egan | Indeholder en sample af "Hot Summer Nights" af Walter Egan | 4:47 |
| 2. | "We Made You" (Musikvideo) |                                                                  |                                                            | 4:43 |

## Medvirkende
- Mark Batson – Keyboard
- Charmagne Tripp – omkvæd, vokaler

## Hitlister

### Hitliste
| Hitliste (2009)                       | Top placering |
| ------------------------------------- | ------------- |
| Australien                            | 1             |
| Østrig                                | 6             |
| Belgien-Flandern                      | 13            |
| Belgian-Wallonien                     | 12            |
| Canada                                | 6             |
| Danmark                               | 8             |
| Holland                               | 14            |
| Europa                                | 4             |
| Frankrig                              | 11            |
| Tyskland                              | 8             |
| Irland                                | 1             |
| Japan                                 | 13            |
| New Zealand                           | 1             |
| Norge                                 | 5             |
| Sverige                               | 11            |
| Schweiz                               | 4             |
| Tyrkiet                               | 3             |
| Storbritannien                        | 4             |
| US Billboard Hot 100                  | 9             |
| US Bubbling Under R&B/Hip-Hop Singler | 8             |
| US Hot Rap Tracks                     | 19            |
| US Pop 100                            | 14            |

### Årslister
| Liste (2009)   | Placering |
| -------------- | --------- |
| Ungarn         | 127       |
| New Zealand    | 27        |
| Schweiz        | 44        |
| Storbritannien | 50        |